# محكمة التحكيم الرياضية

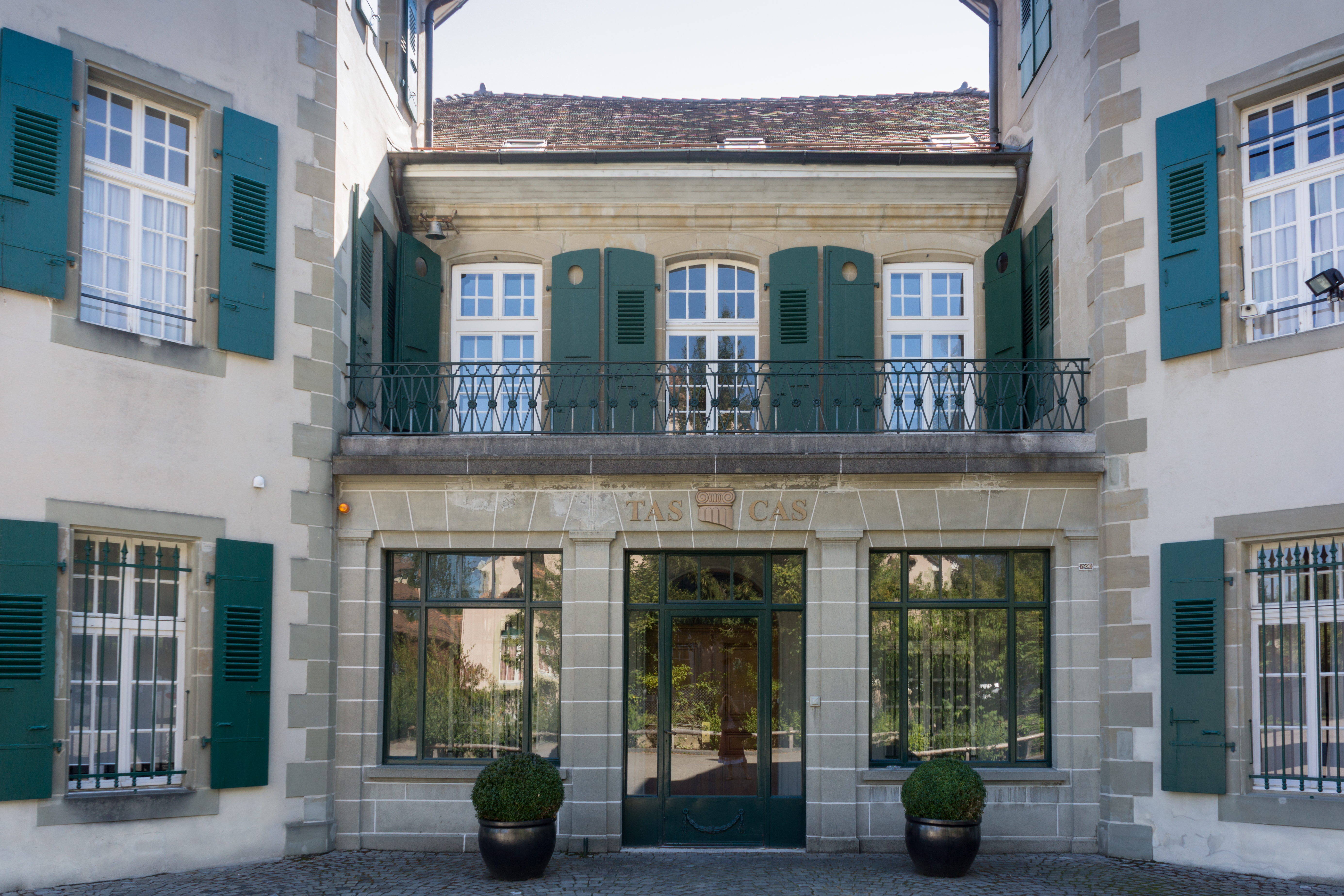
مدخل محكمة التحكيم الرياضية في لوزان (سويسرا)

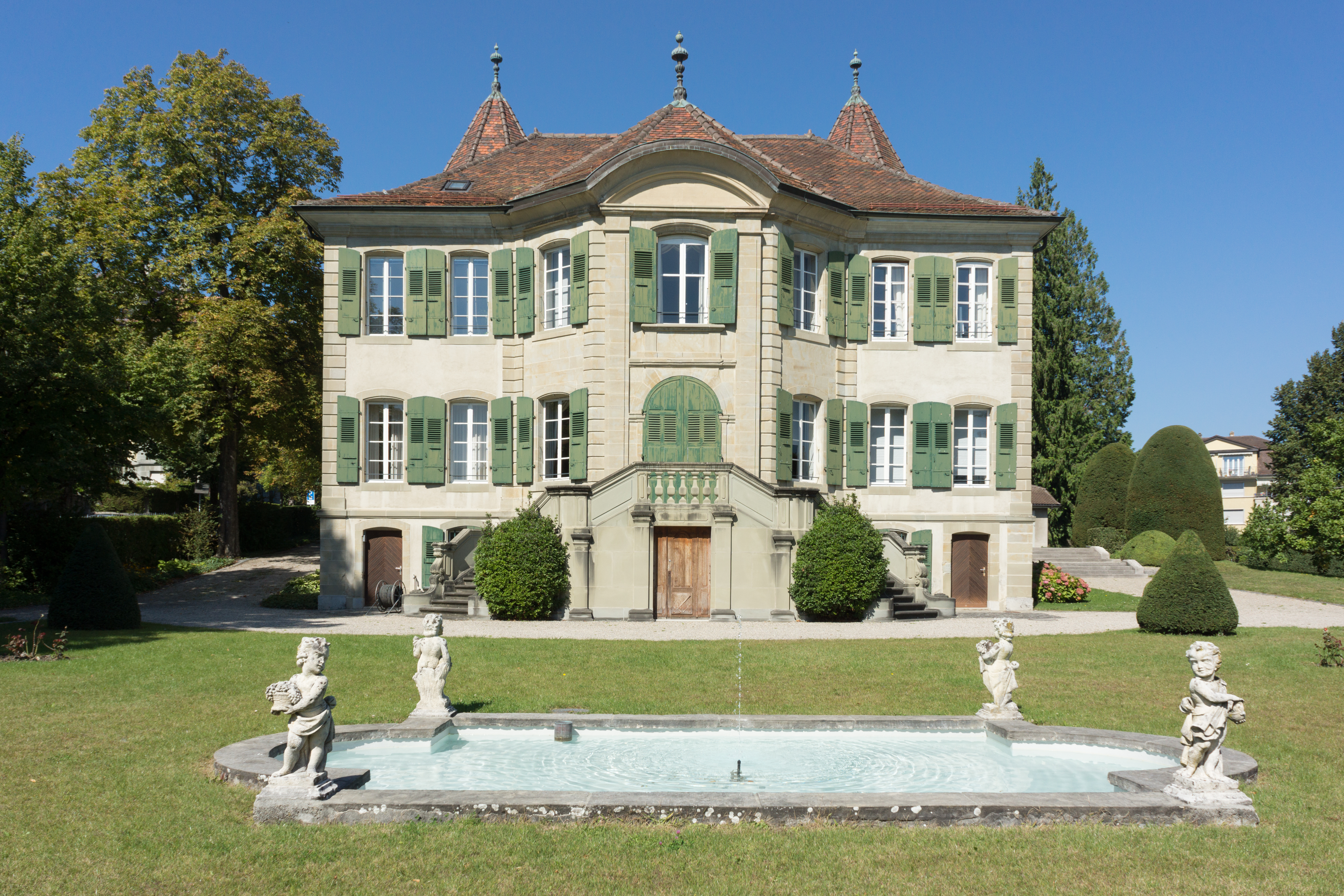
مبنى محكمة التحكيم الرياضية (لوزان)

محكمة التحكيم الرياضية (بالإنجليزية:  Court of Arbitration for Sport)‏ هي هيئة شبه قضائية دولية أنشئت لتسوية النزاعات المتعلقة بالرياضة. ويقع مقرها الرئيسي في لوزان (سويسرا) وتقع المحاكم في نيويورك وسيدني ولوزان. يتم إنشاء محاكم مؤقتة في المدن المستضيفة للألعاب الأولمبية.

## التأسيس
أنشئت محكمة التحكيم الرياضية عام 1984، وتوجد لديها محاكم في مدينتي نيويورك بـالولايات المتحدة وسيدني بـأستراليا، فضلا عن محكمة مؤقتة يجري إنشاؤها في المدن المستضيفة للألعاب الأولمبية خلال فترة إقامة الألعاب.
وترتكز فكرة إنشائها حسب الموقع الرسمي للمحكمة على إيجاد «هيئة قضائية للتسوية المباشرة أو غير المباشرة لقضايا مرتبطة بالرياضة، وكذا خلق سلطة متخصصة قادرة على البت في النزاعات الدولية من خلال مسطرة مرنة وسريعة وغير مكلفة».

## المقر
يقع مقرها الرئيسي في مدينة لوزان بـسويسرا.

## بطاقة عن المحكمة
- الرئيس: جون كواتس
- المقر: لوزان بسويسرا
- تاريخ التأسيس: 1984
- الدولة: سويسرا

هيئة شبه قضائية دولية متخصصة في النزاعات المتعلقة بالرياضة، تعتبر سلطة متخصصة قادرة على البت في النزاعات الدولية من خلال آلية قضاء مرنة وغير مكلفة. تحظى قرارتها التحكيمية باحترام المؤسسات الرياضية في العالم.

## الهيكلة
تتميز بأنها مستقلة عن أي منظمة رياضية، وتابعة إداريا وماليا للمجلس الدولي للتحكيم الرياضيICAS)، وصادقت اللجنة الأولمبية الدولية على قانونها الأساسي الذي دخل حيز العمل به منذ 30 يونيو عام 1984.
وتضم المحكمة حوالي ثلاثمئة محكم ينتمون لـ87 دولة، يقع اختيارهم لمعرفتهم المتخصصة بالتحكيم وقانون الرياضة، ويجري تسجيل حوالي ثلاثمئة قضية لدى تلك المحكمة سنويا.

## الأهداف
تهدف إلى تسوية النزاعات المتعلقة بالأنشطة الرياضية عن طريق التحكيم أوبطرق ودية من خلال الوساطة أو عن طريق القواعد الإجرائية التي تتكيف وفقا لمتطلبات واحتياجات محددة في عالم الرياضة، كما تقدم المحكمة فتاوى بشأن المسائل المتعلقة بالرياضة.

## القضايا
يمكن تقديم أي نزاعات مباشرة أو غير مباشرة مرتبطة بالرياضة أمام المحكمة، وقد تكون النزاعات ذات طابع تجاري، ويجوز لأي شخص طبيعي أو اعتباري لديه الأهلية القانونية للتمثيل اللجوء إلى خدماتها، ويشمل ذلك رياضيين وأندية واتحادات رياضية، ومنظمي لقاءات رياضية وجهات ومؤسسات راعية، وشركات تلفزيون.

## آلية القضاء
عموما يظل اللجوء إلى هذه المحكمة أمرا اختياريا مرتبطا بإرادة طرفي النزاع، حيث لا يمكن تقديم أي قضية أمامها إلا إذا كان هناك «اتفاق تحكيم» Arbitration Agreement بين الطرفين المتنازعين يحدد اللجوء إليها ويعترف بالولاية القضائية لها، لكن من الناحية العملية نجد أن جميع الاتحادات الأولمبية الدولية واللجان الأولمبية الوطنية للدول اعترفت بالولاية القضائية للمحكمة في حل المنازعات.
كما أن الميثاق الأولمبي يحدد أن النزاعات المرتبطة بالألعاب الأولمبية تعرض حصرا أمام المحكمة، حيث بدأت عام 2016 من خلال قضاة متخصصين البت في قضايا مكافحة المنشطات خلال الألعاب الأولمبية بدلا من لجنة الانضباط التابعة للجنة الأولمبية الدولية.
وتحظى قراراتها التحكيمية بقوة إنفاذ الأحكام ذاتها الصادرة عن المحاكم العادية، ويمكن الطعن في قراراتها لدى المحكمة العليا الفدرالية السويسرية، لكن نادرا ما تنجح تلك الاستئنافات، وإذا ما نجحت فغالبا ما يكون مقتصرا على المسائل الإجرائية دون أن يمس جوهر النزاع.
يقدم التحكيم لجنة مكونة من ثلاثة محكمين، يجب أن يكونوا مستقلين عن أي طرف، ويكون لطرفي النزاع في حالة الإجراءات العادية الاتفاق على القانون الواجب التطبيق على القضية موضوع النزاع، وفي حالة فشل مثل ذلك الاتفاق يطبق القانون السويسري.
وتستغرق مدة التحكيم عادة ما بين 6 و12 شهرا، أما في حال إجراءات الاستئناف فيجب أن يعلن الحكم في غضون 3 أشهر بعد نقل الملف إلى هيئة التحكيم، وفي الحالات العاجلة، وبناء على الطلب فقد تأمر المحكمة الدولية في وقت قصير جدا باتخاذ تدابير مؤقتة، أوتعليق تنفيذ قرار ضدها.